# محافظة بانداندو
محافظة بانداندو أو مقاطعة باندوندو هي واحدة من إحدى عشر محافظات جمهورية الكونغو الديمقراطية سابقة بين عامي 1966 حتى 2015، كان حدودها في السابق بين مقاطعتي كينشاسا          والكونغو السفلى في الغرب، وإكواتور في الشمال، وكاساي الغربية في الشرق، عاصمتها هي باندوندو (بانينجفيل سابقاً).
شكلت المقاطعة منذ عام 1966 من دمج ثلاث مناطق سياسية ما بعد الاستعمار: مقاطعة كويلو وكوانغو وماي-ندومبي، ولكن هذه المقاطعات رجعت مرة أخرى في عام 2015، بموجب دستور 2006، بحيث تشكّل جزءاً من ستة وعشرين من مقاطعات الكونغو الديمقراطية الجديدة.

## الجغرافيا
- تبلغ مساحة المنقطة 295,658كم2 (هي رابع أكبر المقاطعات الجمهورية سابقاً).
- يبلغ عدد سكانها 8,062,463 مليون نسمة (هي ثاني أكبر المقاطعات الجمهورية سابقاً).

المناظر الطبيعية لمحافظة باندوندو هي أساساً من الهضاب المشمولة في السافانا، بحيث الأنهار والجداول التي هي غالباً ما تحدها الغابات الكثيفة، نهر كاساي ينقسم المحافظة قسمين بحيث يصب في نهر الكونغو على الحدود الغربية للمحافظة. الأنهار الرئيسية الأخرى هي كوانغو وكوينغ وكويهلو ولوكيني وأيضا بحيرة ماي ندومبي هي أكبر بحيرة في المقاطعة، مع هذه البحيرة والغابات المحيطة بها ومستنقعات تشكّل الجزء الجنوبي من الأراضي الرطبة.

## الاقتصاد
تقع معظم القرى على أراضي مرتفعة، القرويين يمارسون الزراعة المنتقلة بسبب القطع والحرق في الوديان، والمحاصيل الرئيسية هي المانيهوت (الكاسافا) والذرة والكوسا والفاصولياء والفول، وأيضا القرويين قاموا مؤخراً بتربية الدجاج والبط والماعز والأغنام والماشية لتكملة نظامهم الغذائي بالأسماك ولحوم الحيوانات البرية، بعض السكان ورجال الأعمال هنود والصينيين قاموا بـ بيع الإلكترونيات مثل الهواتف المحمولة وأجهزة التلفاز وأنظمة الصوت، و مؤخراً قام بعض الشباب المصريين بإنشاء مشروع لبيع الأجهزة الكهربائية والأجهزة المنزلية بالتقسيط و كان على رأسهم الأستاذ محمد جمال عبد الفتاح أبوزيد من مواليد محافظة المنوفية و كان يعتبر عمدة المصريين في محافظة باندوندو.